# Witalij Azarewicz
Witalij Witoldowicz Azarewicz (ros. Виталий Витольдович Азаревич; łot. Vitālijs Azarevičs; ur. 23 października 1962 w miejscowości Medumi rejonie dyneburskim) – łotewski nauczyciel, polityk regionalny i samorządowiec, wiceburmistrz Dyneburga, od 2009 przewodniczący Dyneburskiej Partii Miejskiej. 

## Życiorys
Urodził się w rejonie dyneburskim w rodzinie taksówkarza i sowchozowej ekonomistki. Ukończył szkołę średnią w Medumi, następnie zaś (w 1985) studia z dziedziny matematyki i fizyki w Dyneburskim Instytucie Pedagogicznym. W 2000 uzyskał stopień magistra. Pracował jako nauczyciel i zastępca dyrektora ds. wychowawczych w szkole średniej nr 4 (1983–1988), a także metodyk w Wydziale Oświaty Urzędu Miejskiego w Dyneburgu (1988–1992). Od 1992 jest dyrektorem szkoły średniej nr 3 w mieście. W 2005 bez powodzenia ubiegał się o mandat radnego Dyneburga z listy Łotewskiej Drogi i Dyneburskiej Partii Miejskiej. W wyborach w 2009 uzyskał miejsce w radzie z listy Centrum Zgody. Jest przewodniczącym Komisji Oświaty i Kultury. 11 listopada 2010 wybrano go wiceprzewodniczącym rady miejskiej (wiceburmistrzem). 
Jest członkiem założycielem Dyneburskiej Partii Miejskiej, a od 2009 jej przewodniczącym. Zasiada we władzach Centrum Zgody. Żonaty, ma dwoje dzieci.